# 葡萄牙海洋與大氣研究所
葡萄牙海洋與大氣研究所（葡萄牙語：Instituto Português do Mar e da Atmosfera）是葡萄牙負責監測氣象、地震、海洋和大氣的國家組織。

## 歷史
現在的葡萄牙海洋與大氣研究所最初成立於1946年，當時名為國家氣象局（Serviço Metereológico Nacional，SMN），它集中了以前之氣象部門（民航、陸軍、軍事航空、海軍和農業）的職能以及亞速爾群島地區氣象部門和部分大學氣象研究所的職能。1976年，國家氣象局更名為國家氣象與地球物理研究所（Instituto Nacional de Meteorologia e Geofísica，INMG），並於1993年更名為氣象研究所（Instituto de Meteorologia，IM）。2012年當該機構承擔隸屬於其他機構的漁業和海洋研究之責任時更名為葡萄牙海洋與大氣研究所。